# Anger (Styria)
Anger – gmina targowa w Austrii, w kraju związkowym Styria, w powiecie Weiz. Według danych Austriackiego Urzędu Statystycznego liczyła 4140 mieszkańców (1 stycznia 2015).